# Đặng Thu Thảo
Đặng Thị Ngọc Hân, née le 15 février 1991 à Bạc Liêu, est une mannequin vietnamienne, élue Miss Vietnam 2012. Elle est la 13e Miss Viêt Nam. Elle couronne la lauréate de Miss Vietnam 2014.